# Петърско
Пѐтърско (на гръцки: Πέτρες, П̀етрес, катаревуса: Πέτραι, П̀етре, до 1926 година Πέτρεσκο, Петреско, катаревуса Πέτερσκον, Петерскон) е село в Гърция, в дем Суровичево (Аминдео), област Западна Македония.

## География
Селото е разположено на 25 километра югоизточно от град Лерин (Флорина) и на 5 километра северно от демовия център Суровичево (Аминдео) на западния бряг на Петърското езеро в подножието на планината Малка Нидже. Селото има континентален климат с много тежка зима и горещо лято.

## История

### Античност и Средновековие
На брега на западния бряг на езерото в местността Канало (Канали) са намерени останки от древни лодки и от селище от ранножелязната епоха.
В местността Градища в планината Малка Нидже над селото има останки от антична крепост, част от отбранителния пояс на Македонската държава. Крепостта играе важна роля и през Средновековието. Според Васил Златарски това е крепостта на споменатия от Йоан Скилица град Петриск, в който Йоан Владислав убива цар Гавраил Радомир и се качва на българския престол.
Градът се радва на разцвет благодарение на стратегическото си местоположение на Виа Егнация.
В 1984 година Градища е обявен за паметник на културата.
Името на селото и в българския и в гръцкия си вариант е наследник на Петрискос.
Североизточно от езерото в местността Кале също има средновековни останки.

### В Османската империя
В османски данъчни регистри на християнското население от вилаета Филорине от 1626 - 1627 година селото е отбелязано под името Петърска със 124 джизие ханета (домакинства).
В XIX век Петърско е смесено турско-българско село. В 1848 година руският славист Виктор Григорович описва в „Очерк путешествия по Европейской Турции“ Петерско като българско село. Александър Синве („Les Grecs de l’Empire Ottoman. Etude Statistique et Ethnographique“), който се основава на гръцки данни, в 1878 година пише, че в Петриско (Pétrisko), Мъгленска епархия, живеят 450 гърци. В „Етнография на вилаетите Адрианопол, Монастир и Салоника“, издадена в Константинопол в 1878 година и отразяваща статистиката на населението от 1873 година, Петърско е споменато два пъти - веднъж като село в Леринска каза (Pétarsko) със 75 домакинства и 200 жители мюсюлмани и 60 жители българи и втори път като село в каза Джумали (Pétrsko) със 110 домакинства и 32 жители мюсюлмани и 350 българи. След 1874 година български свещеник в селото е Христо Шапкарев.
В 1889 година Стефан Веркович пише за Петърско:
| „ | Село Петриско, състоящо се от 30 мохамедански и 50 български къщи. Данъкът на мохамеданите е 3200 пиастри, а на християните - 7200 пиастри и отделно инание-аскерие 3860 пиастри. Главно занятие на жителите са земеделието и риболовството. Това село произвежда много вино и добър лук. | “ |

Според статистиката на Васил Кънчов („Македония. Етнография и статистика“) в 1900 година Петърско има 400 жители българи, 550 жители турци и 36 жители цигани.
На Етнографската карта на Битолския вилает на Картографския институт в София от 1901 година Петърцко е смесено село българи, власи, албанци и турци в Леринската каза на Битолския санджак със 158 къщи.
В началото на XX век по-голямата част от жителите на Петърско са под върховенството на Българската екзархия. По данни на секретаря на екзархията Димитър Мишев („La Macédoine et sa Population Chrétienne“) в 1905 година в селото има 312 българи екзархисти и 152 българи патриаршисти и в селото функционират българско и гръцко училище.
По време на Балканската война 2 души от Петърско се включват като доброволци в Македоно-одринското опълчение.

### В Гърция
През войната селото е окупирано от гръцки части и остава в Гърция след Междусъюзническата война. Част от българите и турците в Пътеле се изселват в България и в Османската империя. Боривое Милоевич пише в 1921 година („Южна Македония“), че Петърско (Петрско) има 85 къщи славяни християни и 80 къщи турци. След Гръцко-турската война през 1924 година цялото турско население напуска Петърско и на негово място са заселени 147 души понтийски и източнотракийски гърци. В 1928 година селото е смесено местно-бежанско и има 32 бежански семейства със 151 души. В 1926 година селото е прекръстено на Петре.
След разгрома на Гърция от Германия през април 1941 година в селото е установена българска общинска власт. В общинския съвет влизат Методи Делов, Методи Шапкарев, Методи Стамков, Михаил Делов, Методи Димитров, Петро Чатлев, Коле Стойчев, Тодор Порчев, Ване Тянжиков, Благой Петров.
Селото не пострадва значително по време на Гръцката гражданска война, но през 60-те години много от жителите на Петърско се изселват зад океана – в Америка, Канада, Австралия.
Съборът на селото е всяка година на 29 юни – Св. св. Петър и Павел.
| Име                     | Име            | Ново име     | Ново име     | Описание                                                         |
| ----------------------- | -------------- | ------------ | ------------ | ---------------------------------------------------------------- |
| Жабол                   | Ζάμπολ         | Ватрахотопос | Βατραχότοπος | местност по С бряг на Петърското езеро                           |
| Бързумище или Бързунище | Μπαρζουμέσε    | Анифорико    | Άνηφορικό    | местност на Ю от Горничево                                       |
| Средно бърдо            | Στρέσνο Μπάρδο | Месовуни     | Μεσοβούνι    | връх на С от Петърското езеро и на ЮИ от Горничево (697 m)       |
| Матка                   | Μότκα          | тис Мукис    | τής Μουγκής  | местност на СЗ от Петърско                                       |
| Калето                  | Κάλετο         | Фрурион      | Φρούριον     | връх на С от Петърско                                            |
| Големи дол              | Γκολέμι Ντόλ   | Мегало Рема  | Μεγάλο Ρέμα  |                                                                  |
| Палик                   | Πάλικ          | Кавтерон     | Καυτερόν     | връх на ЗЮЗ от Петърско (756 m)                                  |
| Грамада                 | Γραμόδα        | Грамота      | Γραμμωτά     | местност на ЮЮЗ от Петърско                                      |
| Скарда                  | Σκάρδα         | Амудера      | Αμμουδερά    | местност на ЮЮИ от Петърско по западния бряг на Петърското езеро |
| Пистомогени             | Πιστομόγενη    | Ирон         | Ήρώον        | връх на ЮЗ от Петърско (670,2 m)                                 |
| Барбара                 | Μπάρμπαρα      | Варвара      | Βαρβάρα      |                                                                  |

Преброявания
- 1913 – 1024 жители
- 1920 – 851 жители
- 1928 – 712 жители
- 1940 – 797 жители
- 1951 – 789 жители
- 1961 – 806 жители
- 1971 – 588 жители
- 2001 – 444 жители
- 1971 – 312 жители

## „Свети Николай“
Основната забележителност на Петърско е църквата „Свети Николай“, разположена в подножието на рида Курия. Строена през 1776 година от камък, като е използван материал от околните антични сгради. Църквата е трикорабна базилика с дървен покрив. В църквата са запазени част от оригиналните стенописи. Камбанарията е отделна кулообразна каменна постройка.
Църквата изпълнява ролята на енорийски храм на Петърско до 1972 година. След 1880 година в църквата се редуват български екзархийски и гръцки патриаршистки свещеник, но в 1895 година тя става изцяло патриаршистка. Обявена е заедно с камбанарията за защитен паметник в 1992 година.

## Личности
Родени в Петърско
- Васил Ванев Боглев (1873 – 1935), български емигрантски деец, баща на Тодор Василев
- Деспа Стоянова Маркулева (1930-1946) (Δέσποινα Στογιάννου Μαρκούλη), деец на СНОФ и ДАГ.
- Димитър Хаджикостадинов Попов (1866-1907) (Δημήτριος Χατζηκωνσταντίνου Παπαμάνος), гръцки андартски деец от трети клас[26]
- Доре Ламбов Цуцулов - Чочолаев (1922-1946) (Θεόδωρος Χαράλαμπου Ολυμπιάδης), деец на СНОФ и ДАГ.
- Мане Хаджикостадинов Попов (1857-1945) (Εμμανουήλ Χατζηκωνσταντίνου Παπαμάνος), гръцки андартски деец от трети клас[26]
- Хаджи-Костадин Попов (1834-1907) (Χατζηκωνσταντίνος Παπαμάνος / Κωνσταντίνος Χατζηκωνσταντίνου), гръцки андартски деец от трети клас[26]
- Кица Борисова Чочова (1908-1946) (Σταυρούλα Περικλή Χριστοπούλου), деец на СНОФ и ДАГ.
- Коле Велков Порчев (1919-1949) (Νικόλαος Βέλκου Κωνσταντίνου), деец на СНОФ и ДАГ.
- Кръсто Лазаров Шезов (1876/1877 – ?), македоно-одрински опълченец, Продоволствен транспорт на МОО, Огнестрелен парк на МОО[27]
- Паскали Тегов Шапкаров - Йовков (1924-1948) (Πασχάλης Στεργίου Παπαχρήστου / Κωτσόπουλος), деец на СНОФ и ДАГ. Баща от Церово (Йовкови), майка от Петърско (Шапкарови).
- Ристо Ванев Пецаков (1924-1944) (Χρήστος Ιωάννου Πετσανίδης), деец на СНОФ и ДАГ.
- Ташко Стоянов Маркулев (1930-1946) (Αναστάσιος Στογιάννου Μαρκούλης), деец на СНОФ и ДАГ.
- Тодор Василев Боглев (1895-1976), български емигрантски деец от МПО
- Христо Ташев Лалев (1880 – ?), македоно-одрински опълченец, 1 рота на 10 прилепска дружина[28]
- Хрисула Ванева Пецакова (1925-1949) (Χρυσούλα Ιωάννου Πετσανίδου), деец на СНОФ и ДАГ.

Български общински съвет в Петърско в 1941 година
- Методи Делов
- Методи Шапкарев
- Методи Стамков
- Михаил Делов
- Методи Димитров
- Петро Чатлев
- Коле Стойчев
- Тодор Порчев
- Ване Тянжиков
- Благой Петров[20]

Починали в Петърско
- Гавраил Радомир, български цар от 1014 до 1015 година
- Георги Ив. Писев, български военен деец, подпоручик, загинал през Първата световна война[29]